# Власково (Яшкинський округ)
Вла́сково (рос. Власково) — присілок у складі Яшкинського округу Кемеровської області, Росія.

## Населення
Населення — 287 осіб (2010; 262 у 2002).
Національний склад (станом на 2002 рік):
- росіяни — 91 %